# قهوهٔ ترک (مجموعه نمایش خانگی)
قهوۀ تُرک یک مجموعۀ نمایش خانگی ایرانی، در ژانر درام، به کارگردانی علیرضا امینی و نویسندگی محمد رضایی راد، بر اساس طرحی از نغمه ثمینی و محمد رضایی راد، می‌باشد. این مجموعه در سال ۱۴۰۲ شروع به پخش از شبکۀ فیلم‌نت نمود. از بازیگران این مجموعه می‌توان به حامد بهداد، سارا رسول‌زاده، امیر جعفری، مجتبی پیرزاده، محمد ولی‌زادگان، امیر نوروزی، بهاره کیان‌افشار، شاهرخ فروتنیان، عرفان ناصری، سجاد تابش، دیلا اوت و پیام احمدی‌نیا اشاره کرد.

## خلاصه داستان
داستان دربارهٔ دختر جوانی به نام ترانه (سارا رسول‌زاده) است. او که پرستار است و در کنار آن، به اجرای موسیقی خیابانی نیز می‌پردازد، به دلیل شکایتی که از او می‌شود (مرگ یک بیمار)، کارش را از دست می‌دهد. اما…

## بازیگران و شخصیت‌ها

#### بازیگران ایرانی
| بازیگر           | نقش                     | توضیحات            |
| ---------------- | ----------------------- | ------------------ |
| سارا رسول‌زاده    | ترانه ستاری/ طنین ستاری | نقش اصلی           |
| شاهرخ فروتنیان   | ستاری                   | پدر ترانه و طنین   |
| مجتبی پیرزاده    | پرهام                   | دوست پسر ترانه     |
| حامد بهداد       | دانیال آذین (شهاب)      | همسر ستاره         |
| امیر جعفری       | اورهان                  | برادر فرزام        |
| پیام احمدی‌نیا    | فرزام                   | قاچاقچی            |
| بهاره کیان‌افشار  | ستاره ملکی              | همسر دانیال (شهاب) |
| فرید سجادی حسینی | آقای دبستانی            |                    |
| محمد ولی زادگان  | مقصود                   | مهاجر افغان        |
| عرفان ناصری      | ناصر                    | همکار ترانه        |
| سجاد تابش        | تینا                    |                    |

#### بازیگران ترک
| بازیگر        | نقش |
| ------------- | --- |
| اپیک تن‌الجای  |     |
| دیلا اوت      |     |
| مهمت پولا     |     |
| سلطان ساروهان |     |

## تولید
مراحل پیش‌تولید این مجموعه از اسفند ماه ۱۴۰۰ آغاز گردید و پس از انتخاب بازیگر و فیلمنامه‌خوانی، در اواخر خرداد ماه ۱۴۰۱، فیلمبرداری آن شروع شد. علیرضا امینی در قهوۀ ترک، فیلم‌نامۀ نغمه ثمینی و محمد رضایی راد را جلوی دوربین برده است که هر کدام در کارنامۀ خود، کارهای موفقی انجام داده‌اند. نغمه ثمینی در رزومۀ خود، سریال موفق شهرزاد را دارد که در شبکه نمایش خانگی منتشر شد و محمد رضایی راد نیز، در تئاتر، فعالیت‌های بسیاری را انجام داده‌است.
به گفتهٔ پیام احمدی‌نیا، یکی از بازیگران مجموعه، فیلمبرداری قهوۀ ترک، در ایران و ترکیه صورت گرفته است.
تیتراژ پایانی مجموعه نیز، با نام چمدون، توسط روزبه نعمت‌اللهی اجرا شده‌است.

## موسیقی
| شماره | نام                     | سراینده    | آهنگساز       | خواننده        | مدت  |
| ----- | ----------------------- | ---------- | ------------- | -------------- | ---- |
| ۱.    | «چمدون» (تیتراژ پایانی) | حسین غیاثی | علیرضا افکاری | روزبه نعمت‌الهی | ۳:۲۲ |

## انتشار
| شماره فصل | روز و ساعت پخش | اولین پخش فصل | پایان فصل      | قسمت‌ها | سال انتشار | تعداد قسمت‌های فصل | کانال  |
| --------- | -------------- | ------------- | -------------- | ------ | ---------- | ----------------- | ------ |
| فصل ۱     |                | ۳ خرداد ۱۴۰۲  | ۲۹ شهریور ۱۴۰۲ | ۱۸     | ۱۴۰۲       | ۱۸–۱              | فیلم‌نت |

## بازخورد
خبرگزاری ایرنا، عملکرد رسول‌زاده را استاندارد خواند و پانا، بازی بهداد را تحسین کرد و آن را، «یک بازی دقیق» نامید. رجانیوز اما، این مجموعه را مبتذل عنوان کرد.